# Uniegost
Uniegost – staropolskie imię męskie. Składa się z członu Unie- ("lepszy") -gost ("podejmować kogoś, gościć"). Może zatem oznaczać "ten, który lepiej (niż inni) podejmuje gości". 
Uniegost imieniny obchodzi 24 września.